# Емметево
Емме́тево (рос. Эмметево, чув. Элпуç) — присілок у складі Яльчицького району Чувашії, Росія. Входить до складу Кільдюшевського сільського поселення.
Населення — 145 осіб (2010; 241 у 2002).
Національний склад:
- чуваші — 98 %